# Karel Kníže
Karel Kníže (nascut el 7 d'octubre de 1941) és un col·leccionista i caçador de cactus, suculentes, bromèlies i tilandsies d'origen txec que viu des de fa molt temps al Perú. La seva empresa establerta d'aclimatació i cultiu va ser un dels proveïdors de bromèlies a les empreses hortícoles del món. És un seguidor digne de les tradicions de Benedict Roezel, Tadeas Haenke i Alberto Vojtěch Frič.

## La primera expedició de Bohèmia
El primer viatge que va fer Karel Kníže pels cactus va començar el 5 de gener de 1967. En aquesta època va treballar al Jardí Botànic del Regne Unit a Praga, al departament de cactus. Va anar directament al viatge més difícil per als col·leccionistes i a la poc explorada regió a Xile. Les primeres col·leccions va començar a les proximitats de la ciutat de La Serena i el primer dia va ser arrestat sota sospita d'assassinat. A les proximitats dues dones van ser assassinades per un gran ganivet i semblant a un jove aventurer. No obstant això, el malentès es va explicar ràpidament. Les col·leccions a Xile van tenir molt èxit. Des de Xile, es va traslladar a recollir cactus a l'Uruguai i Brasil. Des de la primera ruta va portar 167 articles sota la marca de col·leccionista KZ.
En el segon viatge, Karel Kníže va sortir el 12 de setembre de 1968. La col·lecció es va iniciar a les Antilles holandeses a l'illa de Curaçao. Des d'allà es va traslladar a l'Equador i en la primavera de 1969 al Perú. Aquí estava recollint llavors de cactus alpins poc coneguts. Des d'aquest viatge ja no va tornar a la Txecoslovàquia ocupada.

## Vida a Bolívia i Perú
El primer període va passar a Bolívia, i més tard va viure principalment al Perú. Des d'allí va fer viatges exploratoris a Brasil, Argentina, Equador i especialment a Xile i Bolívia. Aquí va explorar els menys coneguts gèneres muntanyosos de cactus com Borzicactus, Loxantocereus, Arequipa, Matucana. Va trobar altres nous tàxons de gèneres populars Rebutia, Sulcorebutia, Weingartia, Parodia. Entre els més importants descobriments Cintia knizei, en especial en miniatura cactus, que va donar lloc a un nou gènere. Va contribuir significativament a l'exploració del cactus xilè. Va recollir i descobrir no només cactus, sinó també altres suculentes, bromèlies i tilandsies. En els primers desplaçaments, va utilitzar la marca KZ del col·leccionista, després es va canviar a la marca KK i va marcar els primers números. El seu número de camp conté 2176 articles.
A Lima, Perú, va fundar una planta d'adquisició i creixement (Plantas exóticas Knize), on les plantes van ser subministrades a empreses hortícoles del món. L'empresa comptava amb empleats i col·laboradors a Perú, Bolívia i Xile. Després del col·lapse del règim comunista, col·labora amb el principal expert en cactus txec Jan Říh, un biòleg que també representa la seva empresa.
Karel Kníže va recollir, però no va descriure els cactus. Els seus descobriments s'utilitzen per descriure altres taxonomistes, per exemple, molts dels seus descobriments de parodia han estat descrits per Fred H. Brandt.

## Galeria

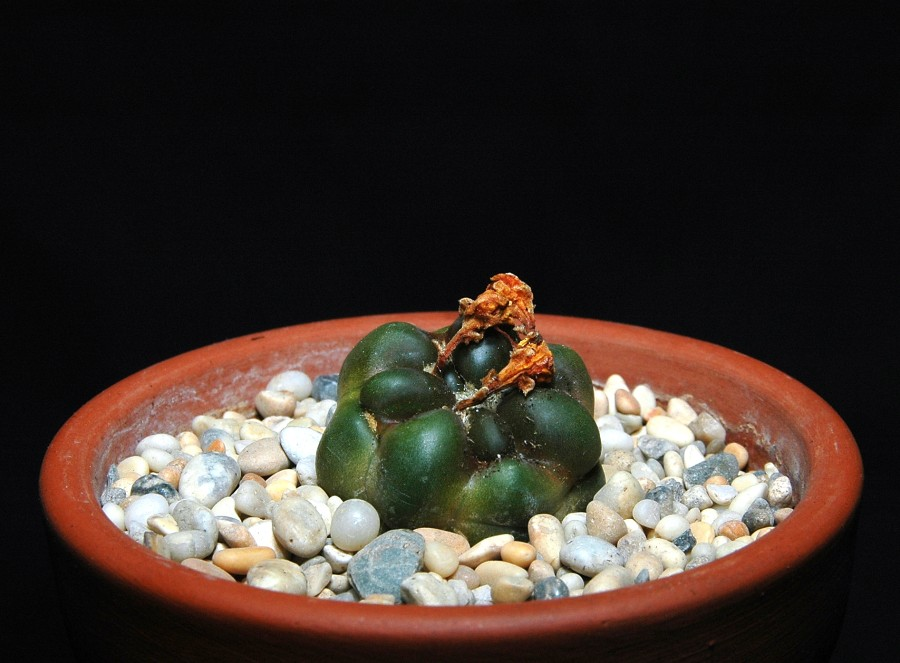
Cintia knizei és la troballa més estranya de Karel Kníže.
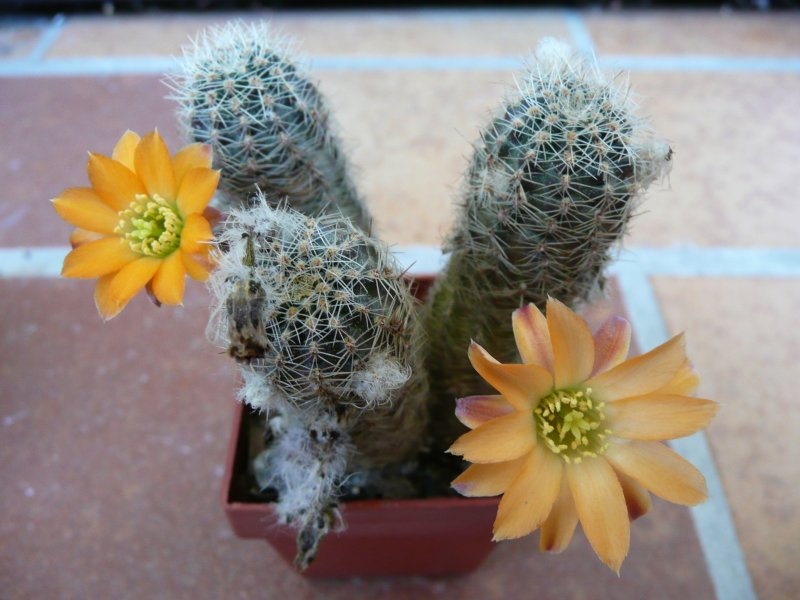
Una altra troballa, Rebutia knizei, és una interessant flor groga amb esòfag verd..